# Andreas Lutz (cantante)
Andreas Lutz es un cantante suizo afincado en Sevilla, conocido principalmente por ser el vocalista de la banda de funk rock O’funk’illo. 

## Biografía
Nacido en Suiza, Andreas Lutz se trasladó a Sevilla a una edad temprana, donde comenzó su andadura musical. En los años 90, formó parte de la banda Motherfunkers, la cual sería el precursor del proyecto por el que sería más conocido: O’Funk’Illo. Esta banda, fundada a finales de los 90, se convirtió en un referente en la escena musical española gracias a su estilo denominado "funky andalú embrutessío", que mezcla elementos del funk con el flamenco, el metal y el reggae.

## Carrera musical

### O’Funk’Illo
O’Funk’Illo lanzó su álbum debut homónimo en el año 2000, obteniendo un notable éxito y consolidando su reputación como una de las bandas más innovadoras de la escena musical española. A lo largo de los años, han publicado varios álbumes, manteniéndose fieles a su estilo ecléctico y enérgico. Entre sus canciones más representativas se encuentra "Riñones al Jerez", que Lutz considera una de las que mejor define el sonido de la banda por su combinación de funk, metal y flamenco.

### Colaboraciones y otros proyectos
Además de su trabajo con O’Funk’Illo, Andreas Lutz ha participado en diversos proyectos musicales y colaboraciones con otros artistas, incluyendo a SFDK, Hora Zulú, y Narco. También ha desarrollado proyectos en solitario y ha trabajado en la producción musical a través de su sello Artelojazz Producciones Creativas, S.L.
En 2018, con motivo del 20º aniversario de la banda, O’Funk’Illo lanzó el álbum 20 años ajierro & 30 amigos embrutessío, un recopilatorio que incluye colaboraciones con artistas de renombre como La Mari, Miguel Campello, El Canijo de Jerez, SFDK, ToteKing, Rozalén, El Drogas, entre otros.

### Rehabilitación y superación personal
En los últimos años, Andreas Lutz ha compartido públicamente su lucha contra la adicción y su proceso de rehabilitación. Tras tocar fondo, decidió buscar ayuda y se sometió a un tratamiento en el Centro de Adicción Sevilla (CAS). Desde entonces, ha utilizado sus redes sociales para dar visibilidad a su recuperación y promover un estilo de vida saludable, bajo el lema #ajierrosaludablefuerteyfeliz. Este proceso de superación ha sido una parte importante de su vida reciente, y Lutz ha expresado su gratitud hacia su familia, amigos y los profesionales que lo han apoyado durante este tiempo.

### Proyectos recientes
En 2021, Lutz lanzó el tema "Busca Felicidad" junto a Ales Fabiani y Cherbuy. Además, participó en el programa de televisión La Voz de Antena 3 como parte de su proceso de superación personal. Aunque no avanzó en la competición, su participación fue un reflejo de su lucha continua por recuperarse de sus adicciones y retomar su carrera musical con fuerza.

### Tucara: Proyecto musical con Alba Molina
En paralelo a su carrera con O’Funk’Illo, Andreas Lutz también desarrolló un proyecto musical junto a la cantante Alba Molina,Ambos artistas, cuyas trayectorias habían estado conectadas a lo largo de los años debido a sus colaboraciones en sus respectivos grupos, decidieron formar un dúo llamado Tucara.
Alba Molina, que había iniciado su carrera en solitario y más tarde formó parte del grupo Las Niñas, encontró en Andreas Lutz un compañero perfecto para fusionar sus influencias musicales. Juntos, lanzaron su primer disco como Tucara, un proyecto que fusiona jazz, flamenco, funky y música brasileña. Este álbum, que se lanzó bajo el sello Warner Music, incluye la canción "Te quiero mucho", utilizada en una campaña de turismo de la Junta de Andalucía.

### Legado e influencia
A lo largo de su carrera, Andreas Lutz y O’Funk’Illo han influido a una generación de músicos y fanáticos del funk y metal en España. Su estilo único y su enfoque valiente en la mezcla de géneros han dejado una marca indeleble en la música española contemporánea, y su historia de superación personal continúa inspirando a muchos.

## Discografíca

### ConO’Funk’Illo
- O'Funk'illo (2000). Producido por Nigel Walker.
- En el Planeta Aseituna (2003). Producido por O'Funk'illo.
- No te cabe na' (2005). Producido por O'Funk'illo.
- Sesión Golfa (2011). Producido por O'Funk'illo y Álvaro Gandul.
- 5mentario (2014). Producido Por O'Funk'illo
- 20 Años a Jierro & 30 Amigos Embrutessío' (2018)
- O'funk'illoterapia (2020). Producido Por O'Funk'illo

### ConAlba Molina
- Tucara (2009)

### Colaboraciones
- La pasma está buscando con Narco (2001)
- Ya No Me Enfado con ToteKing (2015)
- Ladra con Fran Cortés (2017)
- Los Funkcionarios con SFDK (2018)
- Tonto con ToteKing y Shotta (2018)
- Macauly Culkin con Shotta y Foyone (2018)
- Si lo vieras feat Dani Bonilla  (2022)